# Гифохитриевые (порядок)
Гифохи́триевые (лат. Hyphochytriales) — порядок грибоподобных организмов, входящий в монотипный класс Гифохитриомицеты (Hyphochytriomycetes Sparrow ex M.W. Dick 1983, синонимы: Hyphochytridiomycetes, Hyphochytrea и Hyphochytrida). Хотя класс Гифохитриомицеты предлагалось выделить в монотипный отдел Гифохитриомикота (Hyphochytriomycota Whittaker 1969), данные филогенетики свидетельствуют о родстве этих организмов с оомицетами (Oomycetes), вместе с которыми они могут быть классифицированы в составе клады Pseudofungi, рассматриваемой в качестве отдела или подотдела.
Одиночные клетки, иногда с ризомицелием. По образу жизни — паразиты водорослей, грибов и беспозвоночных, реже сапротрофы.

## Строение и биология
Вегетативное тело у большинства гифохитриевых представлено одиночными клетками (иногда голыми), часто развивается ризомицелий. Организация таллома у гифохитриевых напоминает таковую у хитридиомицетов, с которыми их одно время объединяли. Клеточная стенка содержит целлюлозу и хитин. Бесполое размножение осуществляется зооспорами, половой процесс — гаметангиогамия или хологамия. Отличительная черта гифохитриевых — наличие у жгутиковых стадий одного перистого жгутика на переднем конце, похожего на жгутик хитридиомицетов.
Гифохитриевые схожи с оомицетами по некоторым аспектам биохимии. Во-первых, синтез аминокислоты лизина у представителей обеих групп происходит через α-диаминопимелиновую кислоту. Во-вторых, как и оомицеты из группы сапролегниевых, гифохитриевые способны к эндогенному синтезу стеролов.
Большинство гифохитриевых — внутриклеточные паразиты, поражают морские и пресноводные водоросли, водные грибы, беспозвоночных животных. Виды рода Rhixidiomyces паразитируют на азигоспорах гломеромицетов и в оогониях и ооспорах оомицетов. Имеются противоречивые сведения о том, что гифохитриевые могут поражать ракообразных. Некоторые представители живут как сапротрофы на растительных и животных остатках в почве и воде. Они способны переживать высушивание и экстремальные температурные условия. Предполагается, что гифохитриевые, как и другие морские страменопилы, широко распространены в морских экосистемах, однако занимаемые ими ниши ещё предстоит описать.
Жизненный цикл гифохитриевых можно рассмотреть на примере Rhizidiomyces apophysatus, который паразитирует на оогониях сапролегниевых грибов. Его зооспоры попадают в оогоний хозяина, одеваются оболочкой и внедряют ризомицелий в клетку хозяина. Часть паразита, находящаяся на поверхности оогония и питающаяся за счёт ризомицелия, разрастается и превращается в зооспорангий со зооспорами.
Известны вирусы, поражающие гифохитриевых, например, Rhizidiovirus, чей геном представлен двуцепочечной ДНК.

## Систематика и классификация
Первоначально порядок Hyphochytriales включали в царство грибы. Анализ последовательностей рРНК показал, что гифохитриевые представляют собой монофилетическую хорошо оформленную кладу, располагающуюся между отделами оомикота и охрофита, хотя некоторые источники включают их в отдел оомикота.
В порядке традиционно выделяют 3 семейства: Rhizidiomycetaceae, включающее роды Latrostium, Reessia и Rhizidiomyces; Hyphochytriaceae, содержащее роды Canteriomyces, Cystochytrium и Hyphochytrium; Anisolpidiaceae с единственным родом Anisolpidium. Положение последнего семейства спорно; предлагается выделить его в отдельный порядок Anisopidiles неясного систематического положения. Молекулярные данные говорят о том, что Anisolpidium не относится к гифохитриевым и стоит ближе к оомицетам.